# Mulatten-Republik

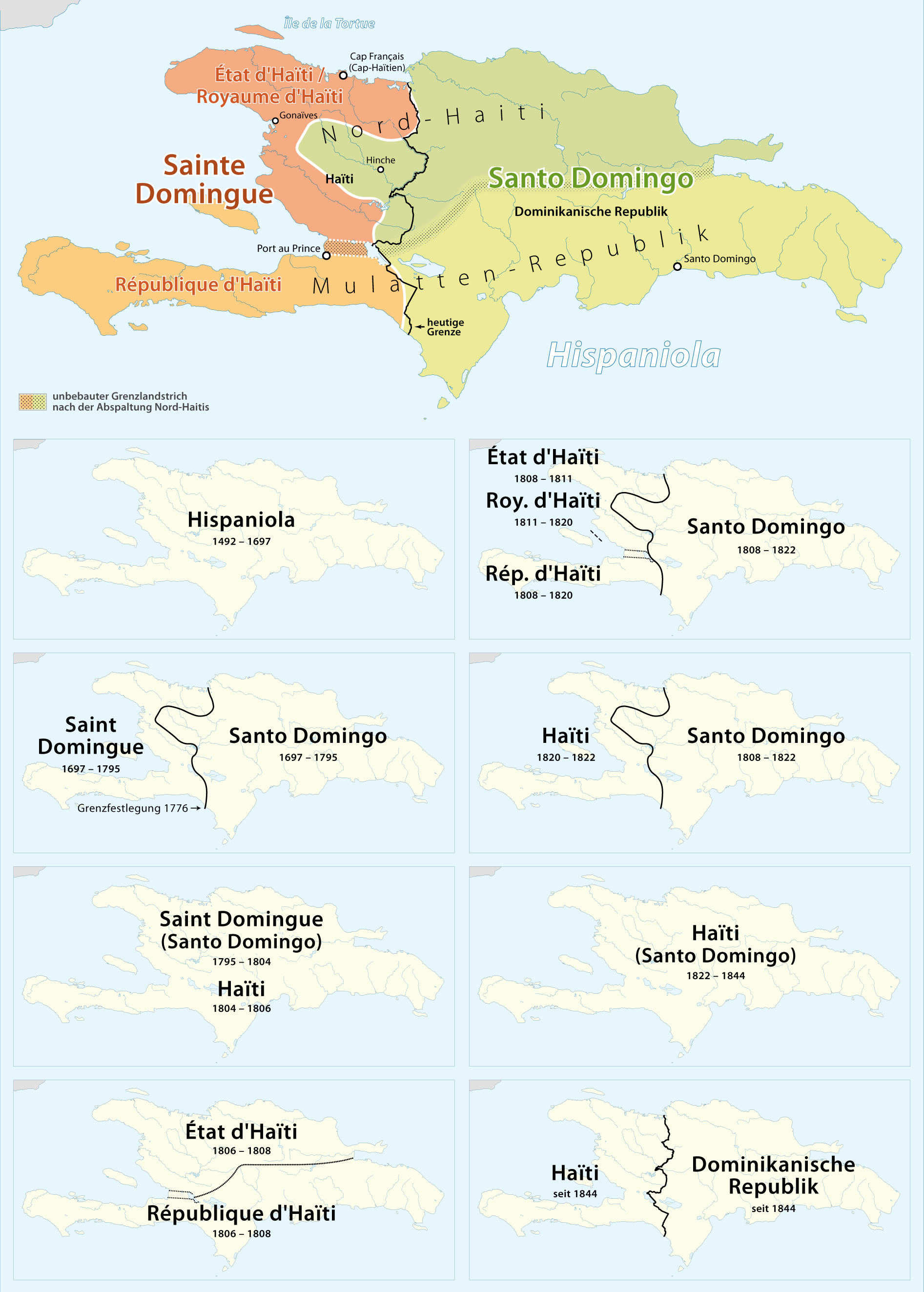
Die Entwicklung der Staaten und Territorien auf der Insel Hispaniola seit ihrer Entdeckung 1492 bis zur Herstellung des seit 1844 andauernden Zustands

Als Mulatten-Republik (auch: Süd-Haiti) wird die von 1806 bis 1820 bestehende Republik Haiti bezeichnet, die von Alexandre Pétion gegründet wurde. Während im Norden des Landes der Staat der schwarzen Haitianer rein afrikanischer Abstammung unter Henri Christophe als Monarchie bestand, lebten im Süden überwiegend Mulatten, die der dort entstandenen Republik ihren Namen gaben.

## Hintergrund
Nach der Erklärung der Unabhängigkeit von der Kolonialmacht Frankreich am 1. Januar 1804 eroberte Haiti im Jahr 1805 den unter französischer Herrschaft stehenden Ostteil der Insel Hispaniola, der bis 1804 die spanische Kronkolonie Santo Domingo gewesen war.
Die somit als Kaiserreich Haiti geeinte Insel der früheren französischen und spanischen Kolonien zerbrach bereits im Jahr 1806 in den nördlichen Teil unter Präsident und Generalissimus Henri Christophe, den von Schwarzen dominierten État d'Haïti (Staat Haiti), einerseits. Im Süden entstand andererseits die von Mulatten dominierte Republik Haiti unter Alexandre Pétion. Hauptstadt des Nordens war Cap-Haïtien, Hauptstadt des Südens war Port-au-Prince.
Die Grenzlinie zwischen den Territorien zog sich in West-Ost-Richtung vom Ort Arcahaie am Golf von Gonâve bis zu der Bucht von Samana. Entsprechend erstreckte sich die Mulatten-Republik entlang der gesamten Südküste der Insel Hispaniola von der Tiburon-Halbinsel im Westen bis zum späteren Punta Cana im Osten.
Den Ostteil der Insel nahmen im Jahr 1808 wieder die Spanier in Besitz. Die Mulatten-Republik verlor damit gut die Hälfte ihres Gebiets und bestand fortan als Republik Haiti im Süden, die späteren Départements Sud, Grand’Anse, Nippes, Sud-Est und den größeren Teil von Ouest umfassend.

## Geschichte

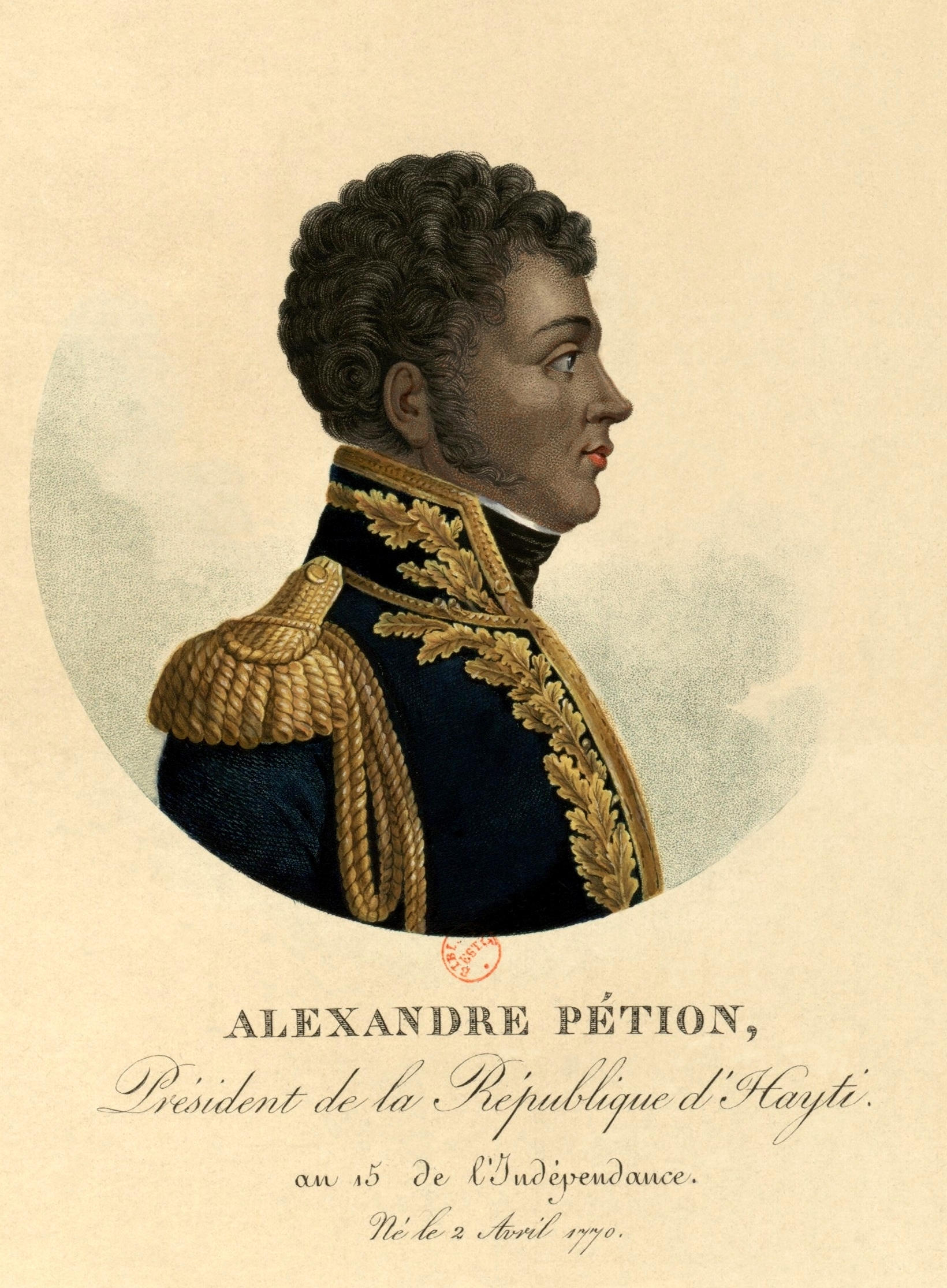
Alexandre Pétion

Pétion war ursprünglich ein Anhänger der Demokratie, der noch gemeinsam mit Henri Christophe die Senatswahl in Haiti 1806 hatte durchführen lassen. Er änderte jedoch in einer Revision der haitianischen Verfassung von 1806 am 2. Juni 1816 die Bedingungen für das Präsidentenamt und machte es zu einem Amt auf Lebenszeit, wobei der Präsident die Befugnis hatte, seinen Nachfolger zu ernennen. Außerdem empfand er die ihm vom Senat auferlegten Beschränkungen als lästig und löste die Legislative im Jahr 1818 auf.
Pétion beschlagnahmte die Plantagen der reichen Familien. Er ließ das Land an seine Anhänger und die Bauernschaft umverteilen, was ihm den Spitznamen Papa Bon-Cœur („gutherziger Vater“) einbrachte. Die Beschlagnahmung von Land und die Veränderungen in der Landwirtschaft führten zu einer Verringerung der Produktion von Rohstoffen für die Exportwirtschaft. Der größte Teil der Bevölkerung wurde zu reinen Subsistenzbauern und die Exporte und Staatseinnahmen gingen stark zurück, was das Überleben des neuen Staates erschwerte.
Pétion gewährte dem Unabhängigkeitskämpfer Simón Bolívar im Jahr 1815 Zuflucht, versorgte ihn mit Nachschub und stellte ihm Einheiten der Infanterie zur Verfügung. Diese Hilfe spielte eine entscheidende Rolle in Bolivars militärischer Laufbahn und sicherte seinen Erfolg im Feldzug zur Befreiung der Länder des späteren Großkolumbiens.

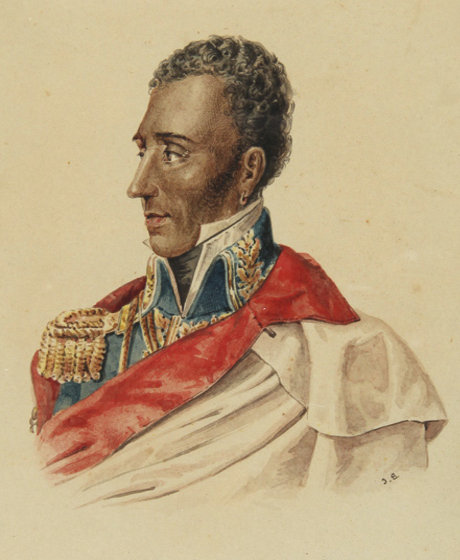
Jean-Pierre Boyer

Pétion hatte Jean-Pierre Boyer zu seinem Nachfolger ernannt. Boyer übernahm im Jahr 1818, nachdem Pétion an Gelbfieber gestorben war, die Macht. Als Henri Christophe (König Henri I.) im Jahr 1820 gestorben war, vereinigte Boyer 1820 die beiden Landesteile.